# Arkenberge
Der Name Arkenberge bezeichnet ursprünglich einen natürlichen Höhenzug im Berliner Ortsteil Blankenfelde des Bezirks Pankow. Vom Namen der Hügelkette leitet sich der Name der nahegelegenen Siedlung Arkenberge ab. Östlich dieser Siedlung entstand seit 1984 eine Bauschuttaufschüttung. Im Januar 2015 wurde festgestellt, dass deren Gipfel eine Höhe von 121,9 m ü. NHN erreichte. Er gilt seitdem als die höchste Erhebung auf dem Gebiet des Landes Berlin und löste damit den Teufelsberg (120,1 m ü. NHN) ab.

## Geschichte

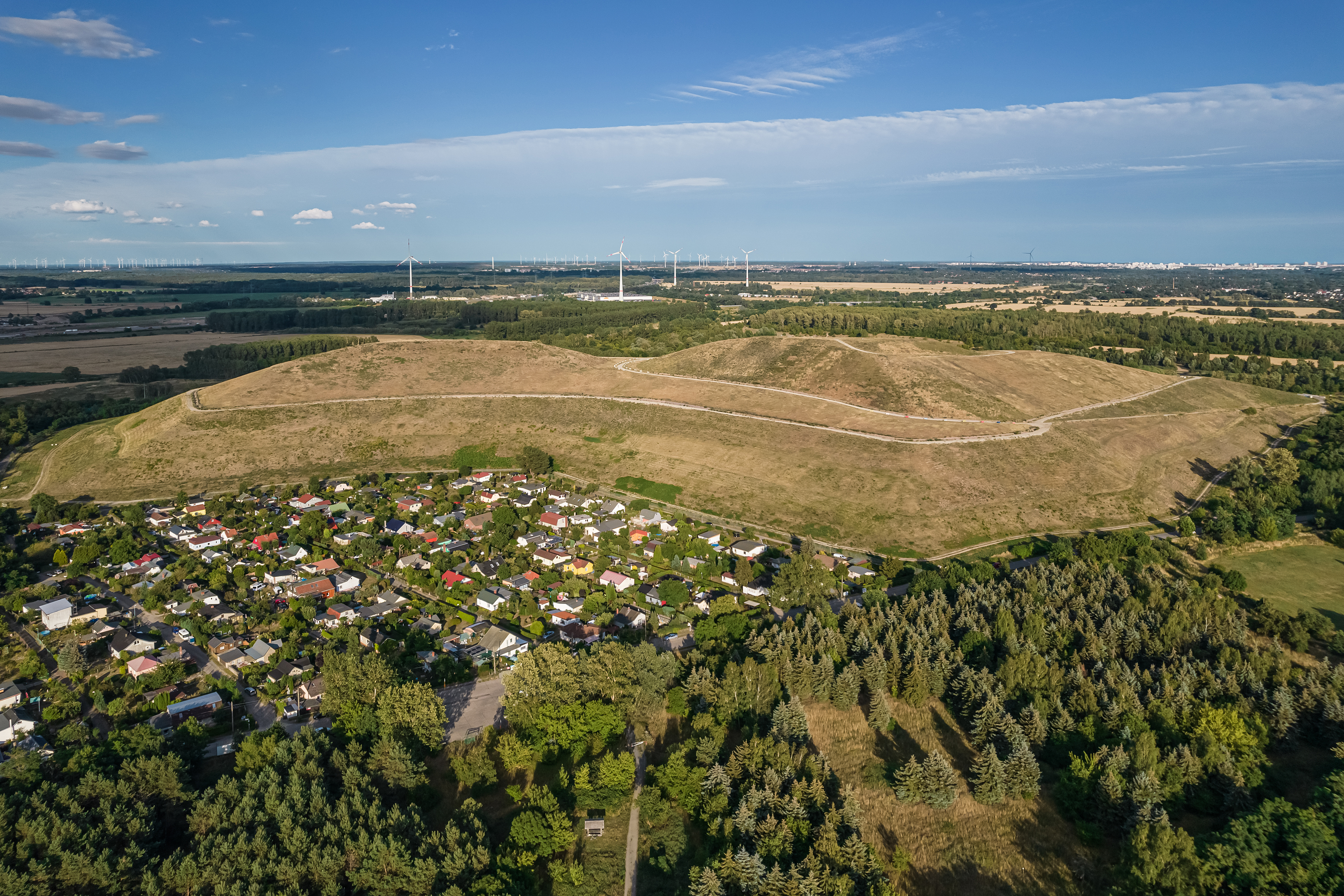
Blick über die Siedlung Arkenberge auf den Deponieberg

Die ursprünglichen Arkenberge waren eine natürliche Hügelkette pleistozänen Ursprungs. Auf einem Messtischblatt von 1911 ist ihre größte Höhe mit 70,3 Meter angegeben. Im Laufe des 20. Jahrhunderts wurden sie zu großen Teilen abgebaggert, hinzu kam, dass in den 1950er Jahren die Eisenbahntrasse des Berliner Außenrings durch das Gebiet gelegt wurde. Der höchste Punkt der verbliebenen Hügelkette hat eine Höhe von 64,8 Metern, das umliegende Gelände liegt zwischen 53 und 57 Metern Höhe. Seit den 1930er Jahren entstand im Bereich der Arkenberge die Siedlung Berlin-Arkenberge.
Im Jahr 1984 wurde damit begonnen, östlich der Siedlung eine Bauschuttdeponie auf einer Fläche von 36 Hektar zu errichten. 1998 wurde die Ablagerung von Bauabfällen eingestellt, ab 1999 wurden Bauabfälle zur Verwertung zwecks Profilierung und Rekultivierung des Deponiekörpers angenommen. Dabei war vorgesehen, dass ein Berg mit zwei Aussichtsplateaus, die durch einen Sattel optisch getrennt sind, entstehen soll.

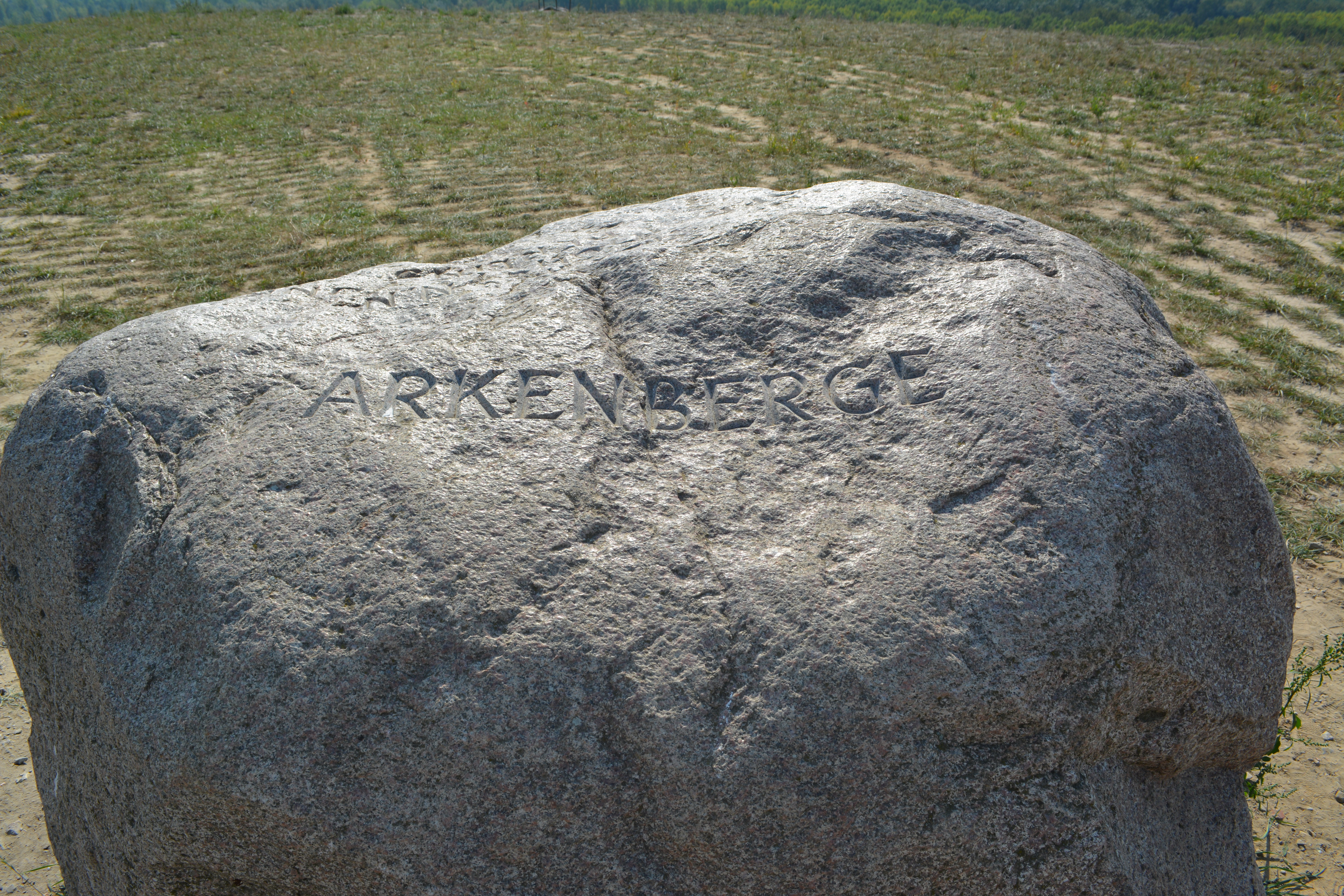
Findling auf dem Berg

Um das Jahr 2000 wurden Pläne konkretisiert, wonach das Gebiet um die Arkenberge zu einem Erholungsgebiet gemacht werden sollte. 2015 gab es Pläne, den Gipfel im Jahr 2019 zu öffnen. Dies konnte bisher (Stand: März 2025) nicht umgesetzt werden.
Aus Anlass der Neuvermessung Anfang 2015 wurde ein Findling mit einer Inschrift, die auf den Status als Berlins höchste Erhebung verweist, auf dem Gipfel aufgestellt.